# Шерлок Холмс и секретное оружие
«Шерлок Холмс и секретное оружие» (англ. Sherlock Holmes and the Secret Weapon, 1943) — американский художественный фильм Роя Уильяма Нила, четвёртый из серии фильмов, посвящённых приключениям Шерлока Холмса и доктора Ватсона с участием Бэйзила Рэтбоуна и Найджела Брюса. Фильм находится в общественном достоянии.

## Сюжет
Шерлок Холмс успешно спасает профессора Тобела и его новое изобретение, и перевозит из Швейцарии в безопасную Англию. Однако, Тобел исчезает. Его похищает профессор Мориарти, в настоящее время сотрудничающий с нацистами. Однако Тобел оставляет зашифрованное сообщение (взято из рассказа Артура Конан Дойла «Пляшущие человечки»).

## Характерные особенности
В фильме встречаются эпизоды, отсылающие и к другим рассказам о Шерлоке Холмсе. В частности, эпизод слежения за автомобилем пособников Мориарти по пятнам светящейся краски и пересечение этого следа на перекрёстке похожи на эпизод с дёгтем из повести «Знак четырёх».
В 2005 году компанией Legend Films выпущена цветная (раскрашенная) версия фильма.

## В ролях
- Бэзил Рэтбоун / Шерлок Холмс
- Найджел Брюс / доктор Ватсон
- Лайнел Этуилл / профессор Мориарти
- Каарен Верне / Шарлотта Эберли
- Деннис Хой / инспектор Лестрейд
- Холмс Херберт / сэр Реджинальд Бэйли
- Мэри Гордон / миссис Хадсон
- Гарри Кординг / Джек Брейди (в титрах не указан)